# Ripasjaure
Ripasjaure är en sjö i Kiruna kommun i Lappland och ingår i Torneälvens huvudavrinningsområde. Sjön har en area på 4,45 kvadratkilometer och ligger 514 meter över havet. Ripasjaure ligger i Torneträsk-Soppero fjällurskog Natura 2000-område. Sjön avvattnas av vattendraget Ripasätno.

## Delavrinningsområde
Ripasjaure ingår i det delavrinningsområde (758957-165917) som SMHI kallar för Utloppet av Ripasjaure. Medelhöjden är 631 meter över havet och ytan är 23,88 kvadratkilometer. Det finns ett avrinningsområde uppströms, och räknas det in blir den ackumulerade arean 84,32 kvadratkilometer. Ripasätno som avvattnar avrinningsområdet har biflödesordning 2, vilket innebär att vattnet flödar genom totalt 2 vattendrag innan det når havet efter 463 kilometer. Avrinningsområdet består mestadels av skog (39 procent) och kalfjäll (36 procent). Avrinningsområdet har 4,45 kvadratkilometer vattenytor vilket ger det en sjöprocent på 18,6 procent.